# 伊丽莎白·麦卡格
伊丽莎白·麦卡格（英語：Elizabeth McCagg，1967年4月29日—），美国女赛艇运动员。她曾代表美国参加1995年泛美运动会赛艇比赛，获得一枚金牌。她也曾参加1992年、1996年和2000年夏季奥运会。

## 家庭
孪生姐妹玛丽·麦卡格。